# زبان زرمه
زبان زرمه یکی از زبان‌های سنغایی است. این زبان، زبان بومی بخش جنوب غربی نیجر در آفریقای غربی است، جایی که رود نیجر جریان دارد و پایتخت، نیامی، در آن جا واقع شده‌است. زرمه پس از هوسه، که در جنوب مرکزی نیجر صحبت می‌شود، دومین زبان رایج در این کشور است. زرمه با بیش از ۲ میلیون سخنگو، متداول‌ترین زبان سنغایی به‌شمار می‌رود.

## واج‌شناسی

### واکه‌ها
در زرمه ۱۰ واکه وجود دارد، پنج واکه دهانی (/a/, /e/, /i/, /o/, /u/) و همتایان خیشومی آن‌ها.

### همخوان‌ها
|         |        | لبی | دندانی | کامی  | نرم‌کامی | چاکنایی |
| ------- | ------ | --- | ------ | ----- | ------- | ------- |
| خیشومی  | خیشومی | m   | n      | ɲ     | ŋ       |         |
| انسدادی | بی‌واک  | p   | t      | c     | k       |         |
| انسدادی | واک‌دار | b   | d      | j /ɟ/ | g       |         |
| سایشی   | بی‌واک  | f   | s      |       |         | h       |
| سایشی   | واک‌دار |     | z      |       |         |         |
| ناسوده  | ناسوده | w   | l      | y /j/ |         |         |
| زنشی    | زنشی   |     | r /ɾ/  |       |         |         |
| لرزشی   | لرزشی  |     | rr /r/ |       |         |         |